# Décembre 1782

## Événements
- 7 décembre : Tipû Sâhib succède à son père Haidar Alî comme sultan de Mysore (le Karnataka actuel)[1]. Allié à la France, il reprend la guerre contre les Britanniques.

- 20 décembre : abolition de la servitude personnelle en Autriche[2].

## Naissances
- 5 décembre : Martin Van Buren, né à Kinderhook, dans l'État de New York – mort le 24 juillet 1862, dans sa ville natale. Il était un juriste et un homme politique américain, qui fut le huitième président des États-Unis. Il fut élu pour un mandat de 1837 à 1841, pour succéder à Andrew Jackson, dont il fut le vice-président, pendant le second mandat de celui-ci, de 1833 à 1836.
- 7 décembre : Nicolaus Michael Oppel (mort en 1820), naturaliste allemand.
- 24 décembre : Charles Hubert Millevoye, poète français († 1816).
- 28 décembre : Joseph Arnold (mort en 1818), naturaliste britannique.

## Décès
- 25 décembre : Scipione Borghese, cardinal italien (° 1er avril 1734).